# Denominazione di origine controllata
Denominazione di origine controllata e garantita (DOCG) é um controle de qualidade italiano para produtos alimentícios, aplicado especialmente para vinhos. Ele serviu de esboço para o sistema francês appellation d'origine contrôlée (AOC). Foi criado em 1963 e sofreu uma revisão geral em 1992 para se tornar equivalente à lei da União Europeia, a denominação de origem protegida (protected designation of origin) que entrou em vigor no mesmo ano.
Existem dois níveis de classificação:
- Denominazione di origine controllata (DOC)
- Denominazione di origine controllata e garantita (DOCG)

Os países e suas respectivas regiões utilizam as regras estipuladas nas "denominações de origem" a fim de preservar a qualidade de seus produtos, as regiões e os direitos dos produtores.  O DOCG é uma denominação italiana.
Outros tipos de denominações regionais da Itália
- I.G.T. (Indicazione Geografica Tipica)

Entre muitas mudanças feitas, a lei nº 164/92 de Giovanni Goria, então Ministro da Agricultura da Itália estabeleceu as diretrizes para os DOC e DOCG dos vinhos de mesa.  Pensando em flexibilizar as regras de denominação, foi criada a indicazione geografica tipica (IGT), que se tornou uma nova classificação regida por lei substituindo a Vini Tipici como a base na pirâmide de qualidade. Ironicamente, alguns vinhos mais caros e mais conceituados, antigamente vendidos como Vino da Tavola, podem ser encontrados agora "atualizados" para IGT.
- D.O.C. (Denominazione di Origine Controllata)

Há aproximadamente 250 zonas de DOC e 700 vinhos italianos estão nesta classificação. Entretanto, somente uma pequena porcentagem desses vinhos tem alguma viabilidade comercial. Apenas vinte DOCs representam 45% da produção total de DOC do país.
- D.O.C.G. (Denominazione di Origine Controllata e Garantita)

Primeiramente classificados em 1970 com a intenção de adicionar uma classificação de qualidade para o topo da pirâmide de vinho. Os 14 vinhos DOCG indicam a mais alta qualidade (vinhos que não são apenas "controlados", mas "garantidos"). Os vinhos DOCG são os nomes famosos como Barolo, Barbaresco, Chianti, Brunello di Montalcino, Vino Nobile di Montepulciano e Ovada_DOCG. Vinhos adicionais são solicitados por meio de classificação de DOCG, para que o grupo de 14 vinhos existentes continue crescendo.